# Joy Cowley
Joy Cowley (née Summers le 7 août 1936) est une femme de lettres néo-zélandaise, auteure de littérature d'enfance et de jeunesse.

## Biographie
Plusieurs de ses livres ont été adaptés au cinéma, dont les films The Night Digger et Carry Me Back.
Elle a écrit des centaines de livres de premiers pas à la lecture.
En 2020, elle est à nouveau sélectionnée pour représenter son pays, la Nouvelle-Zélande, pour le Prix Hans-Christian-Andersen, dans la catégorie Auteur, prix international danois. Elle a également été sélectionnée en 2016 et 2018, et a été finaliste en 2018.

## Œuvres traduites
Série Liseron
- Mon petit frère, Nathan, 1989.
- Dans notre rue, Nathan, 1989.
- Notre mamie, Nathan, 1989.
- Les Glaces, Nathan, 1989.
- Le Gâteau d'anniversaire, Nathan, 1989.
- Dans la maison de tonton Gaston, Nathan, 1989.
- Grands et petits, Nathan, 1989.
- Mon chiot, Nathan, 1989.
- Dehors !, Nathan, 1989.
- En haut d'un arbre, Nathan, 1989
- J'aime ma maison, Nathan, 1989.
- Je peux sauter, Nathan, 1989.
- Peux-tu mettre ?, Nathan, 1989.
- Ham !, Nathan, 1989.
- Le Bain, Nathan, 1989.
- Araignée, araignée, Nathan, 1989.
- Maman, réveille-toi !, Nathan, 1989.
- Le Pont de singes, Nathan, 1989.
- Qui est le plus grand ?, Nathan, 1989.
- C'est bon pour toi, Nathan, 1989.
- Qu'est-ce-que tu veux ?, Nathan, 1989.
- Maman, viens prendre un bain !, Nathan, 1989
- J'aime ma famille, Nathan, 1990.

## Adaptations
- The Night Digger (1971) d'Alastair Reid, avec Patricia Neal.
- Carry Me Back (1982) de John Reid, avec John Anderson.